# 樋口駅

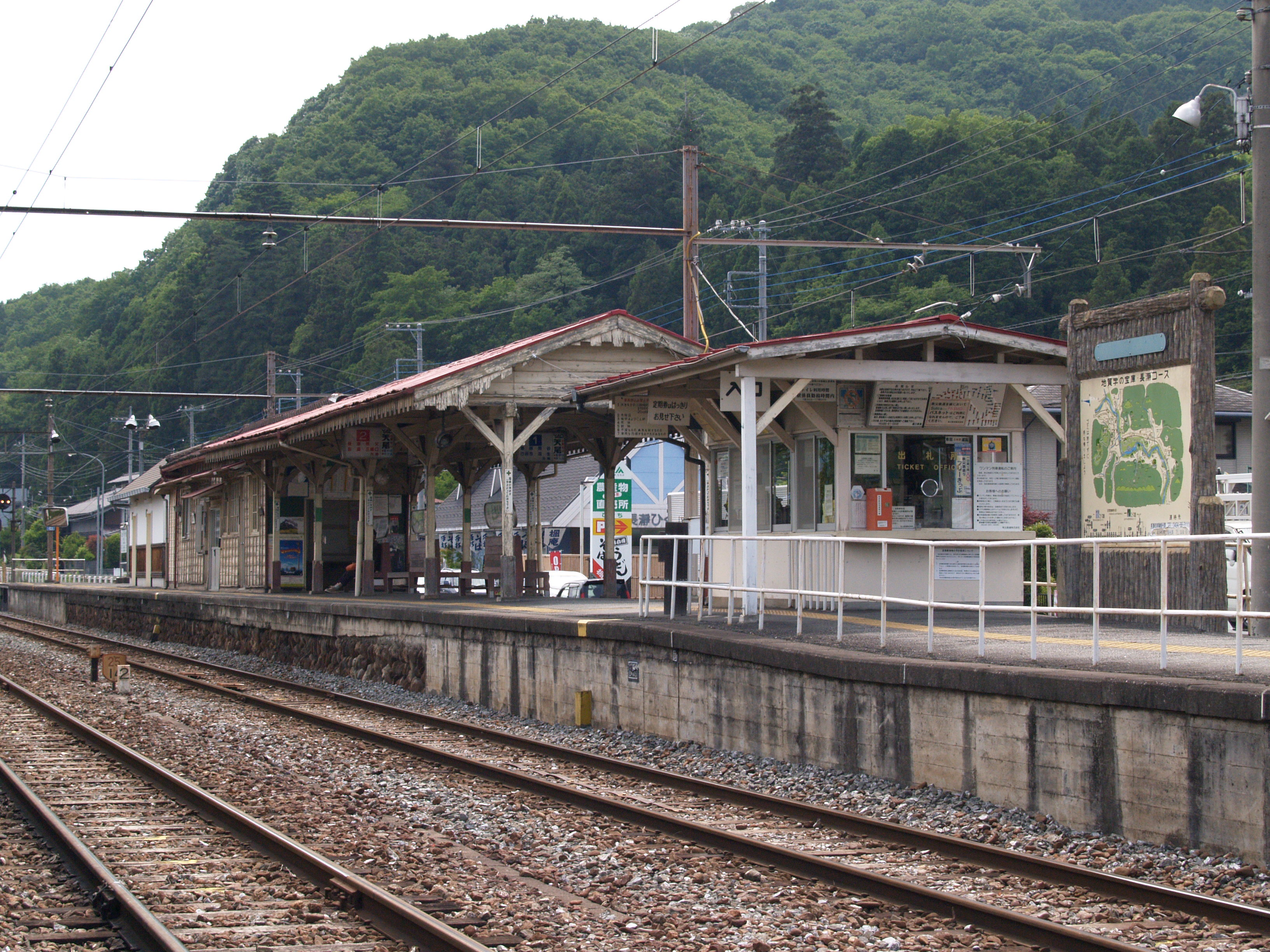
駅舎とホーム（2012年6月）

樋口駅（ひぐちえき）は、埼玉県秩父郡長瀞町大字野上下郷にある秩父鉄道秩父本線の駅である。駅番号はCR22。

## 歴史
- 1911年（明治44年）9月14日：開業。
- 2022年（令和4年）3月12日：ICカード「PASMO」の利用が可能となる[1]。同時に無人化[1]。

## 駅構造
島式ホーム1面2線と、通過線1本を有する地上駅である。無人駅である。簡易PASMO改札機設置駅。
無人化以前は業務委託駅（管理駅：寄居駅）であり、駅係員勤務時間は平日の月・水・金曜日は7:00 - 14:00、平日の火・木曜日は10:00 - 17:00、土休日は9:00 - 17:00となっていた。
スペースの関係で駅舎がホーム上にある。

### のりば
| 番線 | 路線    | 方向 | 行先                         |
| ---- | ------- | ---- | ---------------------------- |
| 1    | ■秩父線 | 上り | 寄居・熊谷・行田市・羽生方面 |
| 2    | ■秩父線 | 下り | 長瀞・秩父・三峰口方面       |

## 利用状況
- 2019年度の1日平均乗車人員は111人である。

| 年度               | 乗車人員 （1日平均） |
| ------------------ | -------------------- |
| 2009年（平成21年） | 137                  |
| 2010年（平成22年） | 126                  |
| 2011年（平成23年） | 122                  |
| 2012年（平成24年） | 133                  |
| 2013年（平成25年） | 131                  |
| 2014年（平成26年） | 131                  |
| 2015年（平成26年） | 123                  |
| 2016年（平成28年） | 116                  |
| 2017年（平成29年） | 121                  |
| 2018年（平成30年） | 123                  |
| 2019年（令和元年） | 111                  |

## 駅周辺
- 国道140号
- 埼玉県道201号岩田樋口停車場線
- 荒川
  - 白鳥橋
- 長瀞町立長瀞第二小学校
- 野上下郷石塔婆 - 国指定史跡
- 寛保洪水位磨崖標 -  県指定史跡。1742年の「寛保大洪水」の水位を示す「水」の文字がある。
- 仲山城跡 - 1590年、豊臣秀吉軍の攻撃により落城した。
- 岩田の大岩
- 道光寺 - 長瀞七草寺の一つ
- 長瀞かたくりの里

## 隣の駅
秩父鉄道
■秩父本線
□SLパレオエクスプレス・■急行「秩父路」
通過
□各駅停車
波久礼駅 (CR21) - 樋口駅 (CR22) - 野上駅 (CR23)